# フォーギブ・ミー (エリック・サーデの曲)
「フォーギブ・ミー」（Forgive Me）は、スウェーデンの歌手エリック・サーデの8作目のプロモーションシングル。

## 概要
アルバム「フォーギブ・ミー」からのシングルで、アルバムの表題曲ということもあり、PVが制作された

## 収録曲
1. フォーギブ・ミー "Forgive Me"